# Ulma (Romania)
Ulma è un comune della Romania di 2 254 abitanti, ubicato nel distretto di Suceava, nella regione storica della Bucovina, vicino al confine con l'Ucraina.
Il comune è formato dall'unione di 5 villaggi: Costileva, Lupcina, Măgura, Nisipitu, Ulma.